# Metischnogaster drewseni
Metischnogaster drewseni är en getingart som först beskrevs av Henri Saussure 1857.  Metischnogaster drewseni ingår i släktet Metischnogaster och familjen getingar. Inga underarter finns listade i Catalogue of Life.